# Königliche Kapelle Danzig

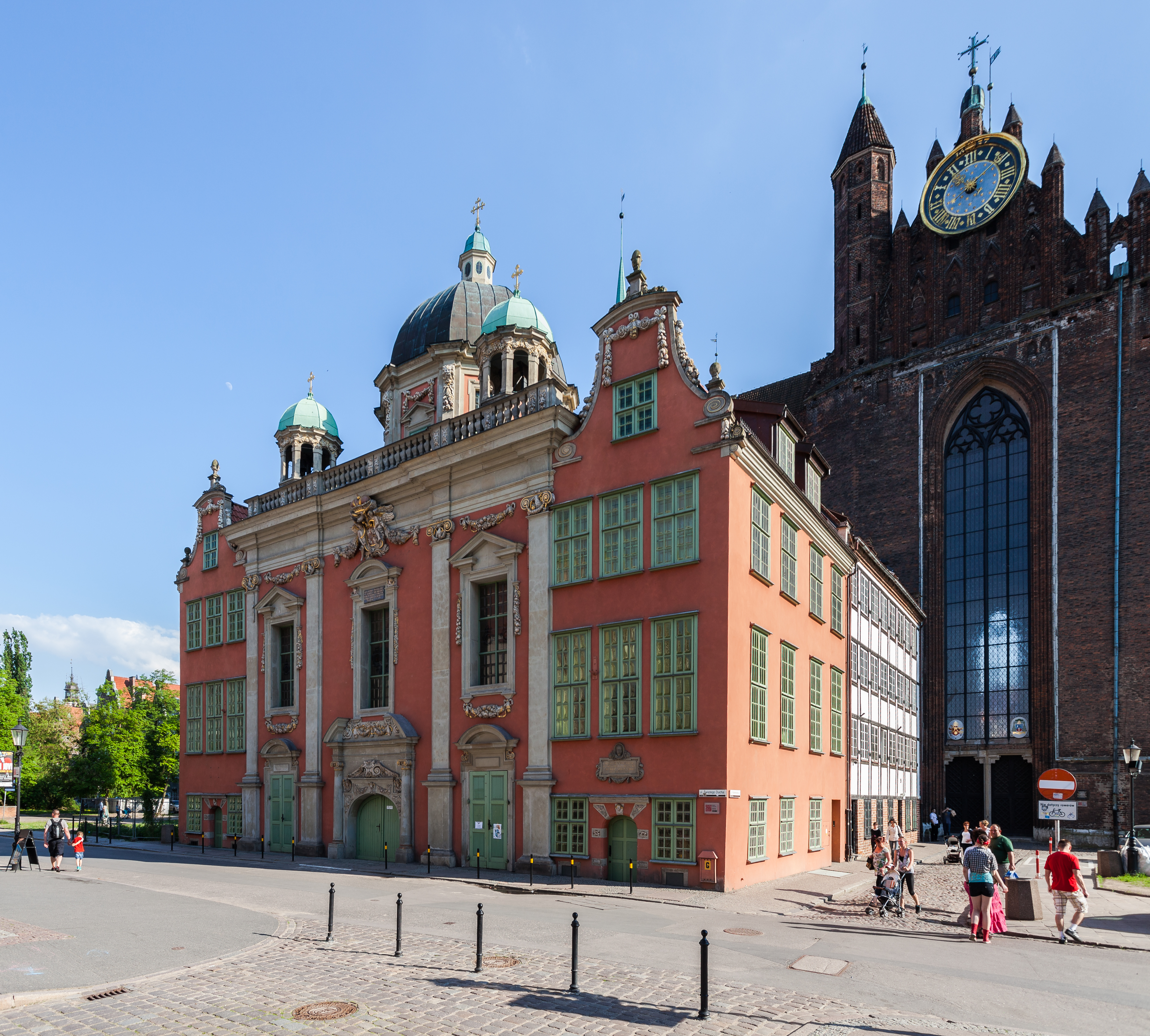
Die Königliche Kapelle

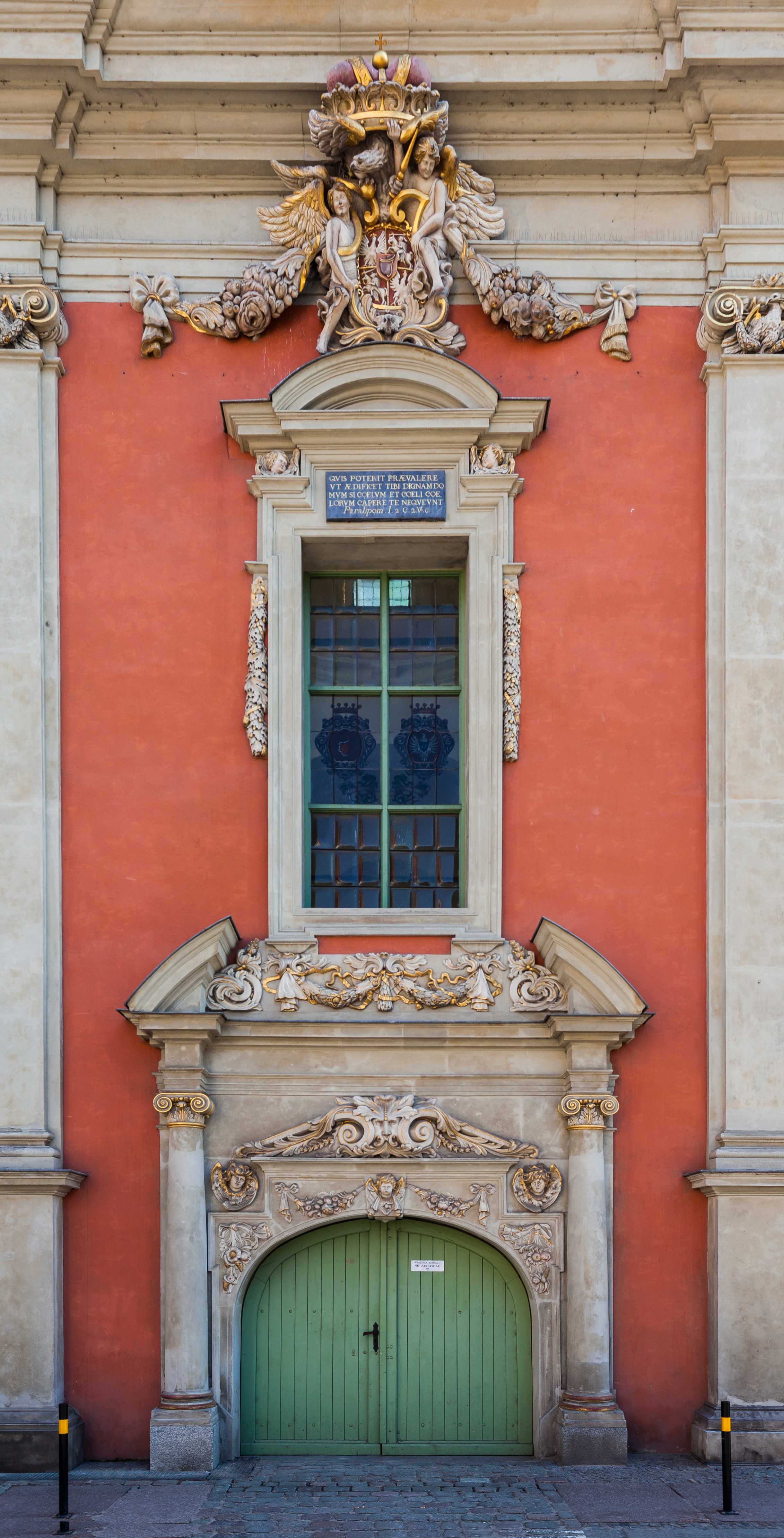
Detail von der Fassade

Die Königliche Kapelle (polnisch Kaplica Królewska) ist ein Bauwerk in der Danziger Altstadt und befindet sich in unmittelbarer Nachbarschaft zur Marienkirche.

## Geschichte
Im Zuge der Reformation hatte der polnische König Sigismund II. August 1557 die Entscheidung des Danziger Stadtrates, dass in der Marienkirche das Abendmahl unter beiderlei Gestalten gefeiert werden solle, bestätigt. Damit war sie nicht nur de facto, sondern auch de jure zu einer evangelischen Kirche geworden. Nachdem infolgedessen den in Danzig verbliebenen Katholiken kein Gotteshaus in der Stadt verblieben war, spendete mehr als 120 Jahre später der polnische König Johann III. Sobieski eine größere Summe, um den Bau des neuen Gotteshauses für die Danziger Katholiken zu ermöglichen.
Man nimmt an, dass der Entwurf für die Königliche Kapelle vom königlichen Architekten Tylman van Gameren stammt. Die Bauplastiken stammen von Andreas Schlüter.
Die barocke Königliche Kapelle verfügt über eine von zwei kleineren Kuppeln flankierte Hauptkuppel sowie zwei seitliche Giebelhäuser.